# 薩謝爾·帕拉西奧斯
薩謝爾·艾蒂安娜·帕拉西奧斯（英語：Sashel Aitiana Palacios，1995年9月17日—）是一名出生於美國加利福尼亞州的壘球選手，司職捕手。她曾隨隊參加2017年泛美女子壘球錦標賽，結果獲得銀牌。

## 外部連結
- 薩謝爾·帕拉西奧斯的Instagram帳戶